# Brave 10
Brave 10 (ブレイブ・テン?, Bureibu Ten) è un manga giapponese scritto e disegnato da Kairi Shimotsuki. La sua serializzazione è iniziata nel 2007 sulla rivista Monthly Comic Flapper di Media Factory e si è conclusa nel 2010 raggiungendo il totale di 8 tankōbon. Un'edizione italiana è stata pubblicata da Panini Comics sotto l'etichetta Planet Manga dal 2008 al 2011. Dal 15 dicembre 2011, sulla rivista Monthly Comic Gene è iniziata la serializzazione di una seconda serie manga intitolata Brave 10 Spiral (ブレイブ・テン スパイラル?, Bureibu 10 Supairaru).
Nell'agosto 2011 fu resa nota l'arrivo di un anime, trasmesso tra il 7 gennaio al 24 marzo 2012 per 12 episodi su TV Kanagawa e altre reti.

## Trama
Brave 10 è ambientato nel periodo Sengoku (1478-1605), epoca nella quale il Giappone era suddiviso in piccoli staterelli feudali che tendevano a farsi guerra per la supremazia. Per colpa dell'ambizione di un signore di questi stati, il santuario di Izumo viene dato alle fiamme e la sua gente uccisa. Solo una ragazza riesce a scappare al massacro, la sacerdotessa Isanami che, fuggendo nei boschi, si imbatte in Kiragakure Saizō, uno shinobi senza padrone che ha la tendenza di cercare avversari sempre più forti di lui da battere. Isanami, capisce subito che può fidarsi di Saizō, così gli chiede di accompagnarla fino a Ueda. Il giovane ninja, malgrado non voglia addossarsi la responsabilità della ragazza, è costretto da una serie di vicende a proteggerla.

## Personaggi

### I 10 eroi
Saizō Kirigakure (霧隠才蔵?, Kirigakure Saizō)
Doppiato da: Daisuke Ono
Saizō, conosciuto anche con il nome di Marishi-ten, è un ninja del clan Iga che si guadagna da vivere come assassino (nonostante si presenti a Isanami come samurai). Combatte utilizzando un grosso Kunai chiamato "Mari-Blade" e alcuni Kunai più piccoli. Egli rappresenta l'elemento della Luce.
Isanami (伊佐那海?)
Doppiata da: Rina Satō
Era una sacerdotessa del santuario di Izumo prima che quest'ultimo venisse bruciato e raso al suolo. In realtà il fermaglio che porta, il Kushi-mitama, le serve come talismano per limitare il suo potere dell'Oscurità, poiché ella è in realtà la Dea del Caos e della Morte che distrugge tutto ciò che tocca.
Sasuke Sarutobi (猿飛佐助?, Sarutobi Sasuke)
Doppiato da: Tetsuya Kakihara
Sasuke Sarutobi è un ninja del clan Koga e capo della squadra ninja di Sanada Yukimura. È in grado di controllare diverse specie animali fra cui i Gufi Reali, le donnole e tante altre creature della foresta. Dimostra di provare dei sentimenti per Isanami. Il suo elemento è l'Erba.
Anastasia (アナスタシア?)
Doppiata da: Yū Asakawa
Amica d'infanzia di Saizō appartiene anch'essa al clan Iga. Le sue abilità le consentono di controllare i ghiacci, per questo è anche nota come "Anastasia the Frozen Flower". Saizō e Isanami sono soliti chiamarla 'Ana'. Il suo elemento è il Ghiaccio.
Benmaru (望月六郎 (弁丸)?)
Doppiato da: Izumi Kitta
Benmaru, vero nome Mochizuki Rokuro, è un giovane ragazzo che Saizō e gli altri incontrano durante il loro viaggio verso la capitale. Dopo aver parlato con Yukimura sarà assoldato da quest'ultimo che gli darà il nome Benmaru per distinguerlo da Rokuro Unno. Il suo elemento è il Fuoco.
Kakei Juzo (筧十蔵?, Juzo Kakei)
Doppiato da: Ryōtarō Okiayu
È un samurai al servizio di Yukimura Sanada molto abile nell'usare le armi da fuoco, infatti porta sempre un fucile con sé. Il suo elemento è il Metallo.
Jinpachi Nezu (根津 甚八?, Nezu Jinpachi)
Doppiato da: Kazuya Nakai
È un pirata che ama il sakè e le donne, tranne Isanami a causa del suo seno poco sviluppato. È sempre accompagnato da una grande pantera chiamata Veronica. Inizialmente è schietto all'unirsi al gruppo ma poi cambia idea; è dotato di alcuni guanti speciali che permettono di bloccare anche Sekai. Il suo elemento è il Fulmine.
Miyoshi Seikai Nyuudou (三好清海入道?, Nyuudou Miyoshi Seikai)
Doppiato da: Kazunari Tanaka
È un monaco, fratello maggiore adottivo di Isanami, che ha iniziato il suo viaggio da ragazzo per imparare i sacri insegnamenti buddhisti e shintoisti. Porta sempre con sé un enorme martello con il quale può far tremare la terra inoltre il suo corpo è talmente forte da non essere scalfito dai proiettili. Il suo elemento è la Terra.
Rokuro Unno (海野 六郎?, Unno Rokuro)
Doppiato da: Hiroshi Kamiya
È uno dei servitori di Yukimura Sanada, il suo occhio destro è capace di risucchiare qualsiasi informazione sia trascritta. Il suo elemento è l'Acqua.
Kamanosuke Yuri (由利 鎌之介?, Yuri Kamanosuke)
Doppiato da: Motoki Takagi
È un assassino effeminato dai capelli rosso scuro con un tatuaggio sull'occhio sinistro. La sua arma è una falce concatenata con il quale crea dei vortici taglienti capaci di perforare anche la roccia. Ha delle tendenze masochiste: infatti quando Saizō, che per di più sembra provare una certa attrazione, lo maltratta, prova piacere. Il suo elemento è il Vento.

### Altri
Yukimura Sanada (真田幸村?, Sanada Yukimura)
Doppiato da: Toshiyuki Morikawa
È il signore del castello di Ueda.
Hattori Hanzō (服部半蔵?, Hanzō Hattori)
Doppiato da: Takahiro Sakurai
Hanzō Hattori è un abile ninja al quale viene ordinato di rapire Isanami. Come Ana e Saizō fa parte del clan Iga, ed è il responsabile dell'incendio del santuario di Izumo. Sarà uno dei principali antagonisti durante la serie.
Masamune Date (伊達政宗?, Date Masamune)
Doppiato da: Takehito Koyasu
È il comandante in capo di Oushu.

## Media

### Manga
Il manga di Brave 10, realizzato tra il 2007 e il 2010 da Kairi Shimotsuki, conta un totale di otto volumi. La serie continua poi nel 2011 con Brave 10 Spiral, che conta altri nove volumi, mentre nel 2017 è stato pubblicato uno spin-off seinen chiamato BRAVE 10: Tawamure (BRAVE10 ~戯~?) che narra nel passato di Saizō, Sasuke e Hanzō.

#### Brave 10
| Volumi | Data di prima pubblicazione | Data di prima pubblicazione | Data di prima pubblicazione |
| Volumi | Giapponese                  | Giapponese                  | Italiano                    |
| ------ | --------------------------- | --------------------------- | --------------------------- |
| 1      | 23 marzo 2007               | ISBN 978-4-8401-1685-5      | 18 settembre 2008           |
| 2      | 22 settembre 2007           | ISBN 978-4-8401-1949-8      | 25 gennaio 2009             |
| 3      | 22 marzo 2008               | ISBN 978-4-8401-2208-5      | 31 maggio 2009              |
| 4      | 22 settembre 2008           | ISBN 978-4-8401-2271-9      | 27 settembre 2009           |
| 5      | 23 marzo 2009               | ISBN 978-4-8401-2541-3      | 17 gennaio 2010             |
| 6      | 23 ottobre 2009             | ISBN 978-4-8401-2922-0      | 30 giugno 2010              |
| 7      | 22 maggio 2010              | ISBN 978-4-8401-3321-0      | 24 settembre 2011           |
| 8      | 22 gennaio 2011             | ISBN 978-4-8401-3742-3      | 29 ottobre 2011             |

#### Brave 10 S
| Volumi | Data di prima pubblicazione | Data di prima pubblicazione | Data di prima pubblicazione |
| Volumi | Giapponese                  | Giapponese                  |                             |
| ------ | --------------------------- | --------------------------- | --------------------------- |
| 1      | 27 dicembre 2011            | ISBN 978-4-8401-4088-1      |                             |
| 2      | 26 maggio 2012              | ISBN 978-4-8401-4476-6      |                             |
| 3      | 27 dicembre 2012            | ISBN 978-4-8401-4776-7      |                             |
| 4      | 27 luglio 2013              | ISBN 978-4-8401-5093-4      |                             |
| 5      | 27 febbraio 2014            | ISBN 978-4-04-066287-9      |                             |
| 6      | 27 ottobre 2014             | ISBN 978-4-04-066888-8      |                             |
| 7      | 27 aprile 2015              | ISBN 978-4-04-067504-6      |                             |
| 8      | 27 ottobre 2015             | ISBN 978-4-04-067834-4      |                             |
| 9      | 26 marzo 2016               | ISBN 978-4-04-068231-0      |                             |

### Anime

#### Episodi
| Nº | Titolo italiano (Traduzione letterale originale) Giapponese 「Kanji」 - Rōmaji | In onda          | In onda |
| Nº | Titolo italiano (Traduzione letterale originale) Giapponese 「Kanji」 - Rōmaji | Giapponese       |         |
| 1  | Il fatidico due 「運命のふたり」 - Unmei no futatsu                            | 8 gennaio 2012   |         |
| 2  | Oscurità e luce 「闇と光」 - Dāku to raito                                     | 15 gennaio 2012  |         |
| 3  | La valle dei turbini 「旋風の谷」 - Wāru no tani                               | 22 gennaio 2012  |         |
| 4  | Le anime degli dei 「神々の魂」 - Kamigami no tamashī                          | 29 gennaio 2012  |         |
| 5  | Il cuore del drago 「竜の懐」 - Doragon no seishin                             | 5 febbraio 2012  |         |
| 6  | Taizen Meido 「大山鳴動」 - Meido taizen                                       | 12 febbraio 2012 |         |
| 7  | Spada e Fan 「剣と扇」 - Ken to fan                                            | 18 febbraio 2012 |         |
| 8  | La nascita di un guerriero 「勇士誕生」 - Senshi no tanjō                      | 25 febbraio 2012 |         |
| 9  | Il vero volto del ghiaccio 「氷の素顔」 - Kōri no shin no kao                  | 4 marzo 2012     |         |
| 10 | L'inizio della tragedia 「惨劇の幕開け」 - Higeki no hajimari                  | 13 marzo 2012    |         |
| 11 | Il lamento dell'oscurità 「闇の慟哭」 - Yami no nageki                         | 20 marzo 2012    |         |
| 12 | Il guerriero della luce 「光の勇士」 - Hikari no senshi                        | 27 marzo 2012    |         |

### Radio Internet Show
Un programma intitolato Brave 10 on the radio, con Kakihara Tetsuya e Morikawa Tomoyuki (柿原徹也・ 森川智之の BRAVE10 on the radio?) è stato trasmesso sulla web radio @HiBiKi.
 Nel cast del programma erano presenti i doppiatori giapponesi Tetsuya Kakihara nel ruolo di Sarutobi Sasuke (猿飛佐助?, Sarutobi Sasuke) e Toshiyuki Morikawa nel ruolo di Yukimura Sanada (真田幸村?, Sanada Yukimura). Il programma fu trasmesso per la prima volta online nel dicembre 2011. Di solito all'interno del programma si discuteva a proposito degli eventi che avvenivano in quel periodo nelle serie anime e manga di Brave 10. Qualche volta ospiti provenienti dal cast dell'edizione giapponese dell'anime erano presenti seguendo il programma dalla chat radio. Il programma è stato anche pubblicato in DVD e in formato Mobacon in Giappone. Cinque DVD sono stati pubblicati, il primo dei quali è uscito il 27 gennaio 2012. Coloro che preordinavano il primo DVD, potevano ricevere una speciale foto dal cast del programma.